# 塞基尤里蒂-懷德菲爾德 (科羅拉多州)
塞基尤里蒂-懷德菲爾德（英語：Security-Widefield）是位於美國科羅拉多州艾爾帕索縣的一個人口普查指定地區。

## 地理
塞基尤里蒂-懷德菲爾德的座標為38°44′41″N 104°43′24″W / 38.74472°N 104.72333°W，而該地最高點為海拔高度1732米（即5682英尺）。

## 人口
根據2010年美國人口普查的數據，塞基尤里蒂-懷德菲爾德的面積為36.60平方千米，當中陸地面積為36.60平方千米，而水域面積為1.30平方千米。當地共有人口32882人，而人口密度為每平方千米898人。